# Pleurozygodon
Pleurozygodon là một chi rêu trong họ Pottiaceae.